# فيروس آكل
الفيروس الآكل (بالإنجليزية: Sputnik virophage)‏ عشروني وجوه قطره 50 نم،
يتشابه وظيفيا مع العواثي.

## وصلات خارجية
- فيروس آكل من نطاق فيروسي